# Wydział Lekarski Uniwersytetu Medycznego w Łodzi
Wydział Lekarski Uniwersytetu Medycznego w Łodzi – jeden z pięciu wydziałów Uniwersytetu Medycznego w Łodzi. Jego siedziba znajduje się przy al. Kościuszki 4 w Łodzi. Powstał w 1945 r. W ramach wydziału funkcjonują trzy oddziały: Kolegium Wojskowo-Lekarskie oraz Oddział Stomatologiczny oraz Oddział Nauk Biomedycznych.

## Struktura
- Centrum Edukacji Medycznej
- Klinika Alergologii, Gastroenterologii i Żywienia Dzieci
- Klinika Chemioterapii Nowotworów
- Klinika Chirurgii Endokrynologicznej, Ogólnej i Naczyniowej
- Katedra Pediatrii Zabiegowej 
  - Klinika Chirurgii i Onkologii Dziecięcej
  - Klinika Otolaryngologii, Audiologii i Foniatrii Dzieci
- Klinika Chirurgii Ogólnej i Transplantacyjnej
- Klinika Chirurgii Onkologicznej
- Klinika Chirurgii Plastycznej, Rekonstrukcyjnej i Estetycznej
- Klinika Chorób Oczu
- Klinika Chorób Przewodu Pokarmowego
- Klinika Chorób Wewnętrznych, Astmy i Alergii
- Klinika Chorób Zakaźnych Dzieci
- Klinika Chorób Zakaźnych i Hepatologii
- Klinika Dermatologii i Wenerologii
- Klinika Diabetologii i Chorób Przemiany Materii
- Klinika Elektrokardiologii
- Katedra Endokrynologii
  - Klinika Endokrynologii
  - Klinika Endokrynologii i Chorób Metabolicznych
  - Klinika Endokrynologii Wieku Rozwojowego
  - Zakład Zaburzeń Endokrynnych i Metabolizmu Kostnego
- Klinika Ginekologii Operacyjnej i Onkologicznej
- Klinika Hematologii
- Klinika Immunologii, Reumatologii i Alergii
- Klinika Intensywnej Terapii Kardiologicznej
- Klinika Kardiochirurgii
- Klinika Kardiologii
- Klinika Kardiologii
- Klinika Medycyny Płodu i Ginekologii
- Klinika Nefrologii, Hipertensjologii i Transplantologii Nerek (Oddział Dializ)
- Klinika Neonatologii
- Klinika Neurochirurgii i Onkologii Układu Nerwowego
- Klinika Neurologii
- Klinika Neurologii, Udarów Mózgu i Neurorehabilitacji
- Klinika Ortopedii i Ortopedii Dziecięcej
- I Katedra Otolaryngologii
  - Klinika Otolaryngologii i Laryngologii Onkologicznej
  - Zakład Układu Równowagi
- Klinika Patologii Ciąży
- Klinika Pediatrii, Onkologii, Hematologii i Diabetologii
- Klinika Perinatologii
- Klinika Pneumonologii i Alergologii
- Klinika Propedeutyki Pediatrii i Chorób Metabolicznych Kości
- Klinika Psychiatrii Młodzieżowej
- Klinika Pulmonologii Ogólnej i Onkologicznej
- Klinika Reumatologii
- Klinika Zaburzeń Afektywnych i Psychotycznych
- II Klinika Urologii
- Klinika Chorób Wewnętrznych,Diabetologii i Farmakologii Klinicznej
- Kolegium Wojskowo-Lekarskie
  - Katedra Nauk Wojskowo-Medycznych
    - Zakład Epidemiologii i Zdrowia Publicznego
    - Zakład Historii Medycyny, Farmacji i Medycyny Wojskowej
    - Zakład Edukacji Obronnej i Koordynacji Kształcenia
    - Pracownia Toksykologii Wojskowej i Ochrony Radiologicznej
- Oddział Stomatologiczny
  - Klinika Anestezjologii i Intensywnej Terapii Kardiologicznej
  - Klinika Chirurgii Czaszkowo-Szczękowo-Twarzowej
  - Oddział Kliniczny Interny Dziecięcej i Alergologii
  - Wyższe Studia Zawodowe Technik Dentystycznych
  - Zakład Audiologii i Foniatrii
  - Zakład Biochemii Kwasów Nukleinowych
  - Zakład Chirurgii Stomatologicznej
  - Zakład Diagnostyki i Leczenia Chorób Pasożytniczych i Grzybic
  - Zakład Endodoncji
  - Zakład Genetyki Klinicznej
  - Zakład Ortodoncji
  - Zakład Patomorfologii Stomatologicznej
  - Zakład Periodontologii i Chorób Błony Śluzowej Jamy Ustnej
  - Zakład Protetyki Stomatologicznej
  - Zakład Stomatologii Ogólnej
  - Zakład Stomatologii Wieku Rozwojowego
  - Zakład Stomatologii Zachowawczej
  - Zakład Technik Dentystycznych
- Oddział Nauk Biomedycznych
  - Zakład Biologii Molekularnej
  - Zakład Biologii Nowotworów
  - Zakład Biologii Strukturalnej
  - Zakład Biotechnologii Medycznej
  - Zakład Endokrynologii Porównawczej
  - Zakład Fizjologii Doświadczalnej
  - Zakład Fizjologii Klinicznej
  - Zakład Fizjologii Ogólnej
  - Zakład Fizjologii Układu Krążenia
  - Zakład Immunopatologii
  - Pracownia Genetyki Molekularnej
  - Zakład Interakcji Międzykomórkowych
  - Zakład Kancerogenezy Molekularnej
  - Zakład Medycyny Snu i Zaburzeń Metabolicznych
  - Zakład Medycznych Technik Obrazowania
  - Zakład Psychiatrii Biologicznej[3]
- Pracownia Medycyny Paliatywnej
- Zakład Anatomii Prawidłowej i Klinicznej
- Zakład Biochemii
- Zakład Biologii i Parazytologii Lekarskiej
- Zakład Biologii Molekularnej Nowotworów
- Zakład Chemii Biomolekularnej
- Zakład Chirurgii Doświadczalnej
- Zakład Diagnostyki Laboratoryjnej
- Zakład Endokrynologii Onkologicznej
- Zakład Endokrynologii Płodności
- Zakład Immunoendokrynologii
- Zakład Kontroli Jakości Badań i Ochrony Radiologicznej
- Zakład Medycyny Nuklearnej
- Zakład Medycyny Sądowej
- Zakład Mikrobiologii i Laboratoryjnej Immunologii Medycznej
- Zakład Molekularnych Podstaw Medycyny
- Zakład Morfometrii Gruczołów Dokrewnych
- Zakład Orzecznictwa Sądowo-Lekarskiego i Ubezpieczeniowego
- Zakład Patofizjologii Widzenia Obuocznego i Leczenia Zeza
- Zakład Patologii
- Zakład Patologii Molekularnej i Neuropatologii
- Zakład Patomorfologii
- Zakład Psychodermatologii
- Zakład Radiologii i Diagnostyki Obrazowej
- Zakład Radioterapii
- Zakład Szybkiej Diagnostyki Kardiologicznej
- Zakład Żywienia w Chorobach Przewodu Pokarmowego[4]

## Kierunki studiów
- lekarski[1]
- lekarski w ramach limitu MON
- lekarsko-dentystyczny
- techniki dentystyczne
- biotechnologia
- elektroradiologia

## Władze
- Dziekan: prof. dr hab. n. med.  Marzenna Zielińska
- Prodziekan ds. nauki: prof. dr hab. n. med. Agnieszka Wierzbowska
- Prodziekan ds. Programów Studiów i Ewaluacji: dr hab. n. med. Hanna Ławnicka
- Prodziekan ds. Dydaktyki: dr hab. n. med. prof. nadzw. Jacek Rożniecki[5]